# Шевченко Олексій Олексійович
Олексій Олексійович Шевченко — майстер-сержант Збройних сил України, учасник російсько-української війни, що загинув у ході російського вторгнення в Україну.

## Біографія
Народився у місті Одеса.
Загинув 7 березня 2022 року внаслідок ракетного удару по військовій частині на Широколанівському військовому полігоні.

## Нагороди
- орден «За мужність» III ступеня (2022, посмертно) — за особисту мужність і самовіддані дії, виявлені у захисті державного суверенітету та територіальної цілісності України, вірність військовій присязі.